# Tarsem Singh
Tarsem Singh Dhandwar (nascut el 26 de maig de 1961), conegut professionalment com Tarsem, és un director indi que ha treballat en pel·lícules, vídeos musicals i anuncis publicitaris. Va dirigir The Cell (2000), The fall: El somni d'Alexandria (2006, també guionista i productor),  Immortals (2011), Blancaneu (2012), Self/less (2015) ), i Dear Jassi (2023).

## Primers anys
Tarsem va néixer a Jalandhar, Punjab en una família punjabi Sikh. El seu pare era enginyer aeronàuti. Va assistir a Bishop Cotton School a Shimla, Hans Raj College a Delhi, i és un graduat de l'Art Center College of Design a Pasadena, Califòrnia.

## Carrera
Tarsem va començar la seva carrera dirigint vídeos musicals, inclosos els de "Hold On" d’En Vogue, "Sweet Lullaby" de Deep Forest i "Losing My Religion" de R.E.M., l'últim dels quals va guanyar el Millor vídeo musical, format curt als Premis Grammy de 1992. Ha dirigit anuncis publicitaris per a marques com Nike i Coca-Cola. El debut com a director de llargmetratges de Tarsem va ser The Cell (2000), protagonitzada per Jennifer Lopez.
El 2003, Tarsem va dirigir un dels anuncis publicitaris de Pepsi més elaborats fins ara. Combinava un tema de gladiator amb "We Will Rock You" de Queen. L'espot fou protagonitzat per Enrique Iglesias a la versió de l'espot emès a Europa i Amèrica del Nord i Amr Diab a la versió emesa al món àrab.
La segona pel·lícula de Tarsem, The fall: El somni d'Alexandria, va debutar al Festival Internacional de Cinema de Toronto de 2006 i es va estrenar als cinemes dels Estats Units el 2008. També va guanyar el premi a la millor pel·lícula al XL Festival Internacional de Cinema Fantàstic de Catalunya. La seva tercera pel·lícula va ser Immortals del 2011. Va dirigir una adaptació de la història dels germans Grimm de "Blancaneu", anomenada Blancaneu (2012).
El 2020, Tarsem va tornar als vídeos musicals amb el senzill de Lady Gaga "911", el primer en 26 anys.
L'any 2021, el seu anunci de Super Bowl per a Toyota amb l'adopció de la paralímpica Jessica Long dels Estats Units va obtenir un gran reconeixement de la crítica. També va dirigir l'anunci de Microsoft Windows 11 "Journey".  que inclou la cançó 'Brings You Closer to What You Love' d'Odessa, una aparició de Master Chief d'Halo (Xbox) i ballarins emergents a través d'una pintura de Clifford Bailey.
La seva pel·lícula del 2023 Dear Jassi es va estrenar al Festival Internacional de Cinema de Toronto de 2023, on va ser el guanyador del Platform Prize.

## Filmografia com a director

### Llargmetratges
- The Cell (2000)
- The fall: El somni d'Alexandria (2006)
- Immortals (2011)
- Blancaneu (2012)
- Self/less (2015)
- Dear Jassi (2023)

### Televisió
- Emerald City (2017)

### Vídeos musicals[calcitació]
- En Vogue – "Hold On" (1990)
- Suzanne Vega – "Tired of Sleeping" (1990)
- R.E.M. – "Losing My Religion" (1991)
- The Dream Academy – "Love" (1991)
- Dream Warriors – "My Definition of a Boombastic Jazz Style" (1991)
- Lou Reed – "What's Good" (1992)
- Vanessa Paradis – "Be My Baby" (1992)
- Deep Forest – "Sweet Lullaby" (1994)
- Lady Gaga – "911" (2020)